# Достицький сільський округ (Жанасемейський район)
Дости́цький сільський округ (каз. Достық ауылдық округі, рос. Достыкский сельский округ) — адміністративна одиниця у складі Жанасемейського району Абайської області Казахстану. Адміністративний центр — село Чекоман.
Населення — 1594 особи (2021; 1719 у 2009, 1731 у 1999, 2533 у 1989).
Станом на 1989 рік існувала Достицька сільська рада (села Достик, Чекоман) колишнього Жанасемейського району. Пізніше центр округу був перенесений до села Чекоман.

## Склад
До складу округу входять такі населені пункти:
| Населений пункт | Старі назви | Населення, осіб (1989) | Населення, осіб (1999) | Населення, осіб (2009) | Населення, осіб (2021) |
| --------------- | ----------- | ---------------------- | ---------------------- | ---------------------- | ---------------------- |
| Достик, село    | -           | 1006                   | 528                    | 413                    | 261                    |
| Чекоман, село   | -           | 1527                   | 1203                   | 1306                   | 1333                   |